# Bori Imre
Bori Imre (Bácsföldvár, 1929. december 28. – Újvidék, 2004. április 22.) Széchenyi-díjas magyar író, irodalomtörténész, egyetemi tanár, kritikus, szerkesztő, a Magyar Tudományos Akadémia külső tagja.

## Életpályája
Szülei Bori János és Istvánovits Ágnes voltak. 1936–1940 között Bácsföldváron járta ki általános iskolai éveit. Középiskolai tanulmányait Óbecsén és Zentán végezte el 1940–1949 között. 1949–1951 között az Újvidéki Tanárképző Főiskola hallgatója volt. 1950-ben Újvidéken kezdte írói pályáját. 1952–1956 között Csókán oktatott. 1956–1960 között a szabadkai tanítóképző tanára volt. 1958–1962 között az Újvidéki Egyetemen végzett.
1971-től nyugdíjazásáig tanára volt az Újvidéki Egyetem magyar tanszékének, amelynek alapítói közé tartozott. 1979–1981 között a Hungarológiai Intézet igazgatója. 1984-től a Híd főszerkesztője. 1990-től rendes tagja volt a Vajdasági Tudományos és Művészeti Akadémiának. 1990-ben a Magyar Tudományos Akadémia külső tagja lett. 1999-ben a Vajdasági Írószövetség életműdíjjal jutalmazta az irodalomtörténészt, aki 2003. március 15-én a magyar irodalmi modernség és a vajdasági irodalmi hagyomány kutatásában elért eredményeiért Széchenyi-díjat kapott.
2004-ben Újvidéken (Novi Sad) érte a halál; az újvidéki Római katolikus temetőben nyugszik.

### Magánélete
1954-ben házasságot kötött Bubelényi Máriával. Két lányuk született: Ágnes (1955) és Mária (1960).

## Munkássága
Foglalkozott a magyar és délszláv irodalmak kölcsönhatásának múltjával, jelenével, valamint a magyar folklórral. Irodalmi antológiákat szerkesztett, tankönyveket írt, jelentős tudományszervező munkát folytatott. Írt könyvet többek között Radnóti Miklósról, Nagy Lászlóról, Kassák Lajosról, Krúdy Gyuláról.

## Művei
- A gyermek és a könyv (esszék, 1957)
- Az ember keresése (tanulmány, 1960)
- A vajdasági ég alatt. A jugoszláviai magyar költészet antológiája (antológia, 1960)
- Irodalmunk kiskönyve (antológia, 1964)
- Eszmék és látomások (tanulmány, 1965)
- Radnóti Miklós költészete (tanulmány, 1965)
- Két költő (Juhász Ferenc és Nagy László) (tanulmány, 1967)
- Kassák irodalma és festészete (monográfia, Körner Évával, 1967, 1988)
- A jugoszláviai magyar irodalom története 1918–1945 (monográfia, 1968)
- A magyar irodalmi avantgarde története I–III. (1968-1971)
- A szecessziótól a dadáig (tanulmány, 1969)
- A szürrealizmus ideje (tanulmány, 1970)
- Magyar–délszláv irodalmi kapcsolatok (tanulmány, 1970)
- Az avantgarde apostolai (Füst Milán és Kassák Lajos) (tanulmány, 1971)
- Irodalmak – kölcsönhatások (tanulmány, 1971)
- Idő, idő, tavaszidő. A jugoszláviai magyarság népköltészetéből (antológia, 1971)
- Irodalmi hagyományaink. Kilenc évszázad írásaiból (tanulmány, antológia, 1971)
- Fejezetek irodalmunk természetrajzából (tanulmány, 1973)
- Márciusi zsoltár. A jugoszláviai magyar avantgarde költészet (1973)
- Irodalmunk évszázadai (tanulmány, 1975)
- Fridolin és testvérei (tanulmány, 1976)
- Miroslav Krleža (kismonográfia, 1976)
- Szövegértelmezések, írások versekről, prózáról (1977)
- A nádsíp. XX. századi magyar novellák (1977)
- Sinkó Ervin: Vándorbotom meg-megtorpan (1977)
- Fehér Ferenc (kismonográfia, 1978)
- Krúdy Gyula (kismonográfia, 1978)
- Balázs G. Árpád (monográfia, 1979)
- Varázslók és mákvirágok (tanulmány, 1979)
- Sinkó Ervin (monográfia, 1981)
- A jugoszláviai magyar irodalom rövid története (monográfia, 1982, 1993)
- Móricz Zsigmond prózája: értelmezési kísérlet (1983)
- Ugart kell törnünk. Válogatás a Vajdasági Írásból (1983)
- Bori Imre huszonöt tanulmánya (tanulmányok, 1984)
- A magyar irodalom modern irányai I–II. (1985-1989)
- Kosztolányi Dezső (kismonográfia, 1986)
- Tanulmányok a magyar–délszláv irodalmi kapcsolatokról (tanulmányok, 1987)
- Szenteleky Kornél: Egy fáradt szív szerelmei. Egybegyűjtött írások 1914–1920 (Pastyik Lászlóval, 1988)
- Ivo Andrić (monográfia, 1992)
- Pogled na pripovedacko delo Ive Andrića – Pillantás Ivo Andrić elbeszélő művészetére (monográfia, 1992)
- Prózatörténeti tanulmányok (tanulmányok, 1993)
- Szenteleky Kornél: Nyári délelőtt. Egybegyűjtött novellák, regény 1923–1933 (1993)
- Szenteleky Kornél (monográfia, 1994)
- Írók, események, jelenségek. Tíz év tanulmányaiból, feljegyzéseiből (tanulmányok, feljegyzések, 1997)
- Honosságunk első félezer éve (Bosnyák Istvánnal, Rokay Péterrel, Glatz Ferenccel, 1997)
- Hétről hétre (1998)
- Szociográfiák nyomában (1998)
- A jugoszláviai magyar irodalom története (1998)
- Identitáskeresőben (2000)
- Krónikák írókról, könyvekről (2000)
- Ember, táj, történelem (2001)
- Az élet és a halál Ősfája alatt. Írások Juhász Ferenc költészetéről; Forum, Újvidék, 2003
- Ezredéve itt. Délvidéki olvasókönyv; összeáll.; Forum, Újvidék, 2004
- József Attila költészete; utószó Bányai János; Forum, Újvidék, 2005
- Szenteleky Kornél; MTA, Bp., 2005 (Székfoglalók a Magyar Tudományos Akadémián)
- A jugoszláviai magyar irodalom története; Forum, Újvidék, 2007
- Radnóti Miklós költészete; Vajdasági Magyar Művelődési Intézet, Zenta, 2009

## Díjai, elismerései
- Híd Irodalmi Díj (1965, 1969, 1971)
- Újvidék város Októberi díja (1968)
- Szenteleky Kornél-díj (1973)
- A Munka Érdemrend arany fokozata (1980)
- Pro Cultura Hungarica díj (1995)
- Széchenyi-díj (2003)